# Micah Kogo
Micah Kogo, född den 3 juni 1986, är en kenyansk friidrottare som tävlar i långdistanslöpning.
Kogos genombrott kom under 2006 då han sprang 10 000 meter på tiden 26.35,63 vid tävlingarna i Bryssel, en tid som då var den sjätte snabbaste någonsin på distansen. Samma år deltog han vid IAAF World Athletics Final på 5 000 meter där han slutade på sjätte plats. Året efter blev han vid IAAF World Athletics Final tvåa på 5 000 meter slagen endast av landsmannen Edwin Cheruiyot Soi. 
Kogo deltog vid Olympiska sommarspelen 2008 där han sprang 10 000 meter och slutade på tredje plats efter Etiopiens Kenenisa Bekele och Sileshi Sihine.
Vid VM 2009 tävlade han på 10 000 meter där han slutade på sjunde plats. Han avslutade friidrottsåret med att bli tvåa på 5 000 meter vid IAAF World Athletics Final 2009.

## Personliga rekord
- 5 000 meter - 13.00,77 från 2006
- 10 000 meter - 26.35,63 från 2006